# 南方日报

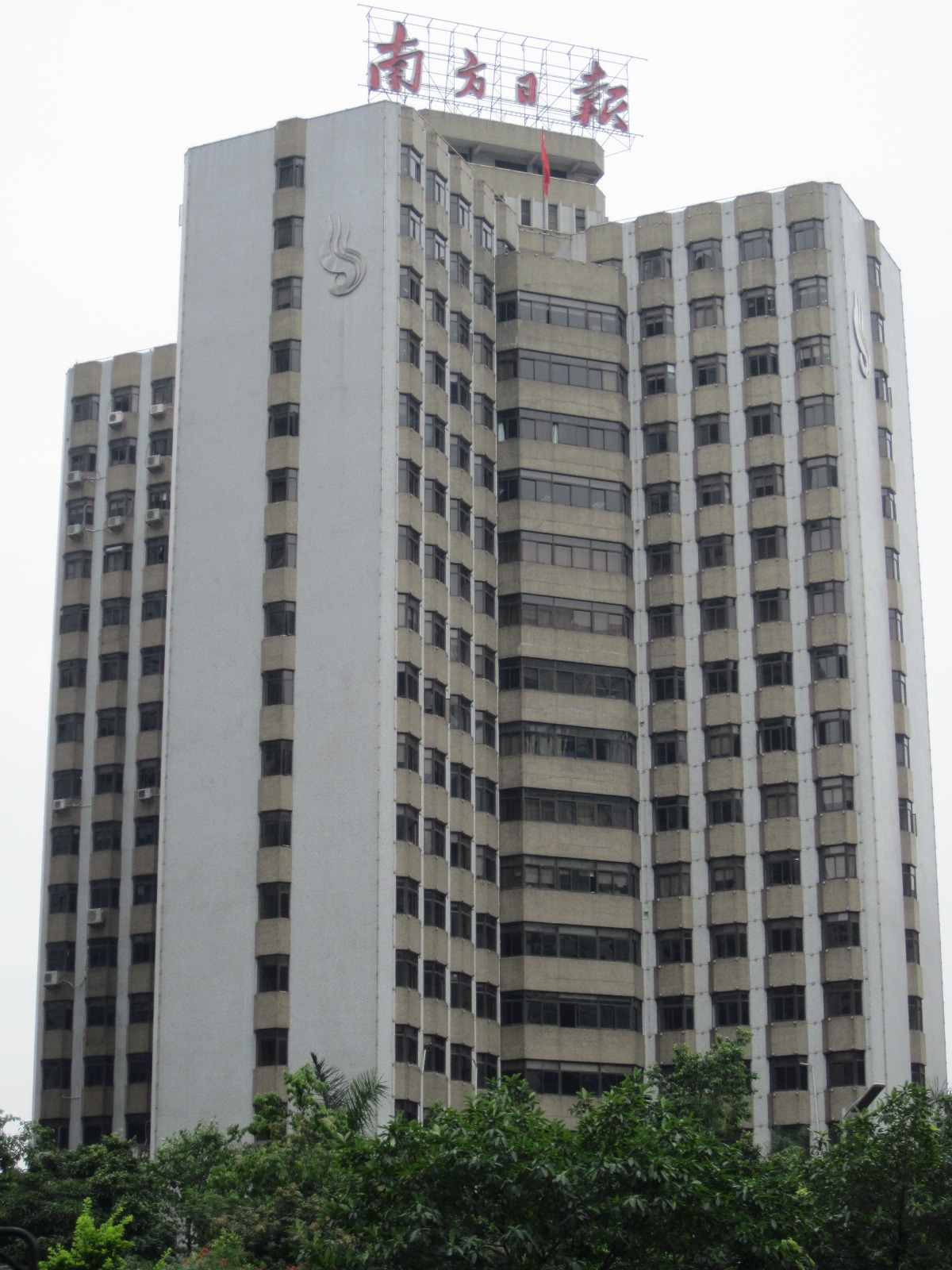
南方日报大厦

《南方日报》是中共广东省委机关报，1949年10月23日在广州创刊，现属南方报业传媒集团。该报日均发行量为96.8万份（2016年），发行量一直位居中国各省级党委机关报首位。

## 历史
1949年9月，中共中央华南分局在赣州会议上决定，在广州解放后立即创办《南方日报》。同年10月14日，中国人民解放军进入广州，广州解放。中共在香港创办的《华商报》翌日停刊，该报60多名新闻工作者前往广州，和广东游击区新闻工作者、南下新闻干部会合，组成筹办《南方日报》的队伍。10月23日，《南方日报》创刊，创刊时为对开四版大报，实行“社长负责制”，由中共中央华南分局统战部副部长饶彰风兼任社长，杨奇任副社长，曾彦修任总编辑，當時社址在光復中路48號。
1955年1月1日，根据中共中央华南局决定，1952年创刊的《广州日报》停刊，合并于《南方日报》（6月15日复刊）。同年3月1日，《南方日报》由社长制改为总编辑制。7月1日，中共中央华南分局撤销，中共广东省委成立，《南方日报》成为广东省委机关报。
文化大革命爆发后的1966年5月，《南方日报》编委会成员遭到冲击和大字报围攻。1967年1月，该报被群众组织“毛泽东思想南方日报工人造反总部”和“南方日报毛泽东思想革命造反联合总部”夺权。同年3月31日，广东省军管会派出军管小组对《南方日报》实施军管，并于8月24日至9月6日停刊。1968年2月21日，广东省革命委员会成立，《南方日报》改为省革会的机关报。同年9月1日，《南方日报》、《羊城晚报》、《广州日报》三报合并。
1989年7月1日，《南方日报》迁往广州大道中的新建大楼办公。
1993年1月1日，《南方日报》由对开4版扩为对开8版，同年4月1日起又增为12版，并在全国机关报中率先实现每天彩色印刷。1999年起实行自办发行。
2016年10月21日，《南方日报》改版，恢复重点版，重新打造“时局·观察版”，增加广东新闻的版面，同时增加当地、健康等民生新闻的比重。
2018年，报纸入选2017年全国百强报纸推荐名单。

## 事件

### 实习生举报强奸
2016年6月28日，一位曾在《南方日报》实习的女大学生通过其朋友的微博爆料称，自己在实习期间遭到《南方日报》记者成希强奸，事后成希给该名女生2000元人民币作为“封口费”。当晚《南方日报》在微博上发表声明，表示“如情况属实，将严肃处理，决不姑息”，但该条微博中将事件形容为“诱奸”，引发了网友的不满。6月29日，广州市公安局发布微博称，警方开展侦查取证工作后，将嫌疑人成希依法刑事拘留。其后因证据不足，成希获释。

### 记者网络评论全红婵
2024年8月，《南方日报》体育记者朱小龙在网络直播中评论奥运跳水冠军全红婵：“虽然她在场外，别人拍的视频里边，比如说在奥运村里边，疯疯癫癫的给人家德国的运动员展示金牌什么的，但现在她也去学英语了。现在全红婵也开始去学英语了，她也意识到这个东西，就是在国际赛场上要跟一些人交流。我觉得这很好，就是说明，不光是要把跳水跳好，你作为一个人或者怎么样，你长大了或者怎么样，以后，那你不可能跳一辈子水吧，你不跳水以后你像一个白痴一样，能行吗？我觉得就是这样。”南方报业对此发布声明称，该记者「违规私自参加网络连线节目，发表涉我奥运健儿的错误言论」，将对相关责任人严肃处理。